# Capacidade de fugacidade
A constante de capacidade de fugacidade (Z) é usado para ajudar a descrever a concentração de uma substância química em um sistema (normalmente em mol / ATM*m3). Hemond e Hechner-Levy (2000) descrevem como utilizar a capacidade de fugacidade para calcular a concentração de uma substância química em um sistema. Dependendo do produto químico, a capacidade de fugacidade varia. A concentração nos meios de comunicação m 'é igual a capacidade de fugacidade em m media' multiplicado pela fugacidade da substância química.
{\displaystyle C_{m}=Z_{m}\cdot f}